# Мала хидроелектрана Месићи-Нова
Мала хидроелектрана Месићи—Нова је хидроелектрана проточно-деривационог типа у Месићима код Рогатице. Инсталисана снага износи 5 MW и пројектована је за годишњу производњу од 24 милиона kWh. Има три Франсисове турбине. Постројење је потпупно аутоматизовано, са даљинским надзором, управљањем и планирањем производње. Пуштена је у рад 2015. године.
Ова хидроелектрана је преузела функцију старе ХЕ „Славиша Вајнер Чича” из 1950, у пећини, на водотоку Праче, са вођеним тунелом и падом воде од 50 метара, која је престала са радом.
Нова хидроелектрана је изграђена властитим учешћем Електродистрибуције Пале, која покрива 13 општина. Опрема за изградњу је набављена из Чешке, Италије, Бугарске, Србије, Словеније и Хрватске.